# Hans-Lothar Fauth

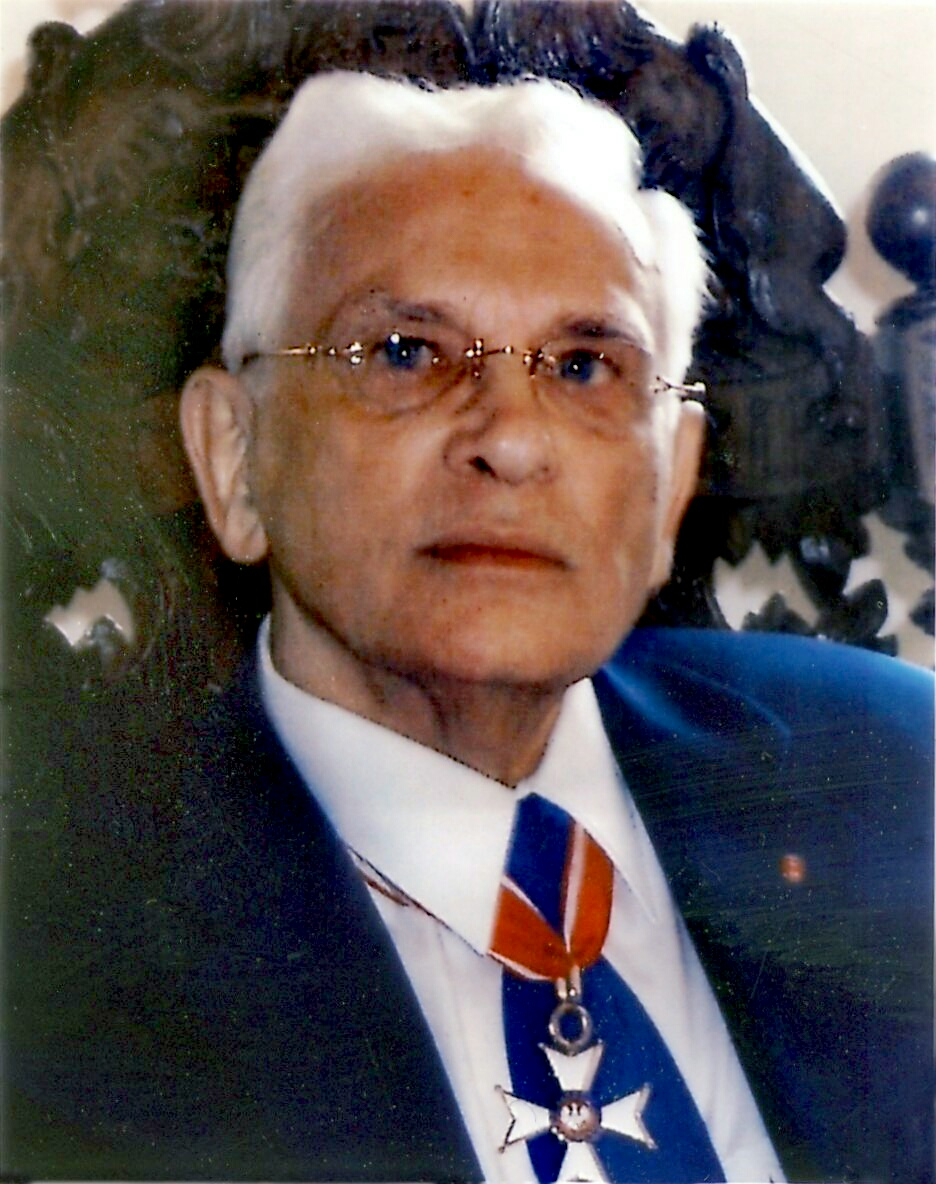
Hans-Lothar Fauth nach der Auszeichnung mit dem Polonia-Restituta-Orden

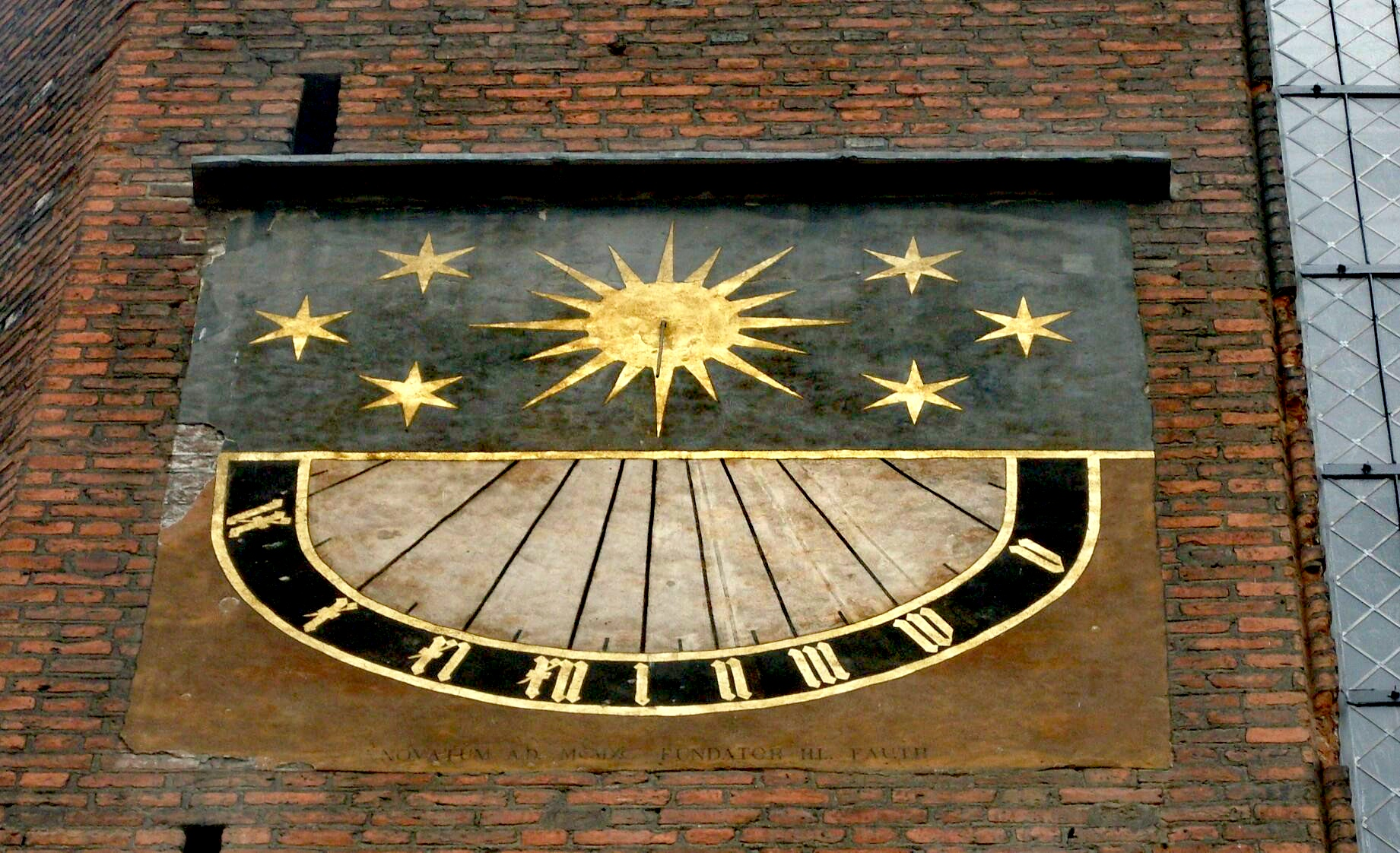
Sonnenuhr an Marien in Danzig mit Stifterinschrift (unten)

Hans-Lothar Fauth (* 14. März 1928 in Danzig; † 8. Januar 2012 in Lübeck) war ein deutscher Gastronom und Kommunalpolitiker, der in Lübeck lebte. Er setzte sich früh für die Versöhnung von Polen und Deutschland ein, förderte den Wiederaufbau Danziger Baudenkmäler und war Ehrensenator und Ehrenbürger von Danzig.

## Leben
Fauth wurde in die Familie eines Elektrikers der Danziger Schiffswerft geboren und katholisch erzogen. Im August 1944 wurde er als 16-jähriger Hitler-Junge zur Wehrmacht einberufen. Er kämpfte unweit von Danzig und wurde nach einer Verwundung nach Dänemark versetzt. Er geriet in englische Kriegsgefangenschaft und kam nach der Entlassung im August 1945 nach Lübeck, wo ihn das Ehepaar Grabner als Pflegesohn aufnahm. 1947 trat er dem Dominikanerorden bei. 1952 verließ er das Kloster St. Albert, kehrte nach Lübeck zurück und lernte den Beruf des Drogisten. 1956 machte er sich als Gastronom selbstständig. Er führte sieben Gastronomiebetriebe in Lübeck und Umgebung und war Ehrenmitglied des Deutschen Hotel- und Gaststättenverbands (Dehoga) Schleswig-Holsteins. Den Dehoga-Kreisverband Lübeck leitete er acht Jahre lang.
1952 begannen seine politischen und sozialen Aktivitäten. Er gründete den Bund Europäischer Jugend in Schleswig-Holstein und war in der CDU tätig.  Ab der Verhängung des Kriegsrechtes in Polen am 13. Dezember 1981 organisierte Hans-Lothar Fauth über den Pfarrer Henryk Jankowski Hilfe für die Danziger Bevölkerung; vor allem Medikamente und medizinische Apparaturen für Danziger Krankenhäuser wurden beschafft. 1982 wurde er als CDU-Mitglied in die Lübecker Bürgerschaft gewählt und 1986 und 1990 wiedergewählt.
Nach der Wende 1989 übergab er den Danziger Ratsherren ein vergoldetes Zepter, eine Kopie des Zepters des Londoner House of Commons. Außerdem stiftete Fauth eine der Glocken des St. Katharina-Glockenturms. 1990 finanzierte er auf Anregung von Andrzej Januszajtis die Erneuerung der Sonnenuhr an der Wand der Danziger Marienkirche sowie die Erneuerung des Danziger Artushofes. Er bemühte sich auch um die Rückgabe der in Lübeck befindlichen Danziger Glocken und Kirchengewänder.
Von den Danziger Behörden wurde Hans-Lothar Fauth mit Ehrensenatorenwürde und 1994 mit der Ehrenbürgerschaft der Stadt ausgezeichnet. Als erster Deutscher erhielt er 1989 das Komturkreuz mit Stern des Polonia-Restituta-Ordens.  1995 wurde ihm das Bundesverdienstkreuz am Bande verliehen. Die Stadt Lübeck ehrte ihn mit der Senatsplakette.
Fauth setzte sich für die Anerkennung der Lübecker Märtyrer ein, auch des evangelisch-lutherischen Geistlichen Karl Friedrich Stellbrink, sprach sich jedoch gegen die Seligsprechung der drei katholischen Geistlichen aus, weil er dieses als Mann der Ökumene als Entzweiung der vier Geistlichen empfand.
Fauth war Ehrenvorsitzender des Bundes Europäischer Jugend in Lübeck und  von 1993 bis 1998 Kreisvorsitzender des Deutschen Roten Kreuzes. Er war verheiratet und hatte zwei Kinder.
Lübecks Bürgermeister Bernd Saxe (SPD), dessen Wiederwahl er 2011 unterstützt hatte, würdigte Fauth nach dessen Tod als eine Persönlichkeit, die „immer für eine Überraschung gut war“ und als einen Menschen, „der sowohl für seine Heimatstadt Danzig als auch für die Hansestadt Lübeck viel getan hat“.

## Auszeichnungen
- 1989: Komturkreuz mit Stern des Polonia-Restituta-Ordens.[2]
- 1994: Ehrensenatorenwürde und Ehrenbürgerschaft der Stadt Danzig
- 1995: Bundesverdienstkreuz am Bande